# Henry Laurens (istoric francez)
- Articolul se referă la istoricul francez.  Pentru orice alte sensuri vedeți Henry Laurens (dezambiguizare) .

Henry Laurens (n. 11 iulie 1954) este un istoric francez. Laurens este unul din cei mai buni cunoscători ai Orientului arabo-musulman. El predă istoria contemporană a lumii arabe la Collège de France.
Laurens s-a specializat în literatura arabă la Institutul Național de Limbi și Civilizații Orientale INALCO la Paris. Apoi în anii 1981-1982  a  fost trimis cu o bursă de studii la Institutul francez de studii arabe din Damasc și apoi in anii 1982-1983 a fost lector la Universitatea din Cairo.În anul 1989 a terminat cu doctoratul în istorie la Universitatea Sorbona-Paris IV, cu teza Revoluția Franceză și Islamul:Istoria și semnificațiile Expediției în Egipt, 1799-1801

## Publicații
- Aux sources de l'orientalisme', 1978
- Les origines intellectuelles de l'expédition d'Égypte. L'orientalisme islamisant en France (1698-1798), 1987
- Kléber en Égypte, Kléber et Bonaparte, 1988
- L'expédition d'Égypte, Paris, 1996
- Le Royaume impossible, la France et la genèse du monde arabe 1990
- Le Grand Jeu, Orient arabe et rivalités internationales, 1991
- Lawrence en Arabie, coll. „Découvertes Gallimard” (nº 155), 1992
- L'Orient arabe, Arabisme et islamisme de 1798 à 1945, 1993, réédition en 2000.
- Kléber en Égypte, Kléber commandant en chef, 1995
- Édition présentée et annotée des Campagnes d'Égypte et de Syrie de Napoléon Bonaparte, 1998
- Le retour des exilés, la lutte pour la Palestine de 1869 à 1997, 1998
- Paix et guerre au Moyen-Orient, l'Orient arabe et le monde de 1945 à nos jours, 1999
- La question de Palestine I, L'invention de la Terre sainte, 1999
- La question de Palestine II, Une mission sacrée de civilisation, 2002
- L'Orient arabe à l'heure américaine, 2004
- Orientales I, Autour de l'expédition d'Égypte, 2004
- Orientales II, La IIIe République et l'Islam, 2004
- Orientales III, Parcours et situations, 2004
- La question de Palestine III, L'Accomplissement des prophéthies 1947-1967, 2007